# 熱帶風暴溫比亞 (2000年)
熱帶風暴溫比亞（英語：Tropical Storm Rumbia，國際編號：0022，聯合颱風警報中心：33W，菲律賓大氣地球物理和天文管理局：Toyang）為2000年太平洋颱風季第二十二個被命名的風暴。「溫比亞」一名由馬來西亞提供，是一種盛產西米的硕莪树，通常生長於河岸、沼澤或近水的地方。

## 發展過程
11月27日UTC18時，一熱帶低氣壓在帕勞西部海面上生成。該熱帶低氣壓向西移動。11月28日UTC12時，該熱帶低氣壓在附近海域增強為熱帶風暴，並命名為溫比亞。稍後，溫比亞轉向西北偏西方向移動。11月30日UTC18時，溫比亞在菲律賓東薩馬省薩爾塞減弱為熱帶低氣壓。12月2日UTC6時，完全消散。

## 外部連結
- （日語）http://www.jma.go.jp/ （页面存档备份，存于） 日本氣象廳首頁
- （英文）http://www.usno.navy.mil/JTWC/ （页面存档备份，存于） 聯合颱風警報中心首頁
- （简体中文）https://web.archive.org/web/20120928121548/http://www.nmc.gov.cn/ 中央氣象台首頁
- （繁體中文）http://www.cwb.gov.tw/ （页面存档备份，存于） 中央氣象局首頁
- （繁體中文）http://www.hko.gov.hk/ （页面存档备份，存于） 香港天文台首頁
- （繁體中文）http://www.smg.gov.mo/ （页面存档备份，存于） 澳門地球物理暨氣象局首頁